# Pärnu (stacja kolejowa)
Pärnu – zlikwidowana stacja kolejowa w Parnawie, w prowincji Parnawa, w Estonii.